# 奥纳塔斯

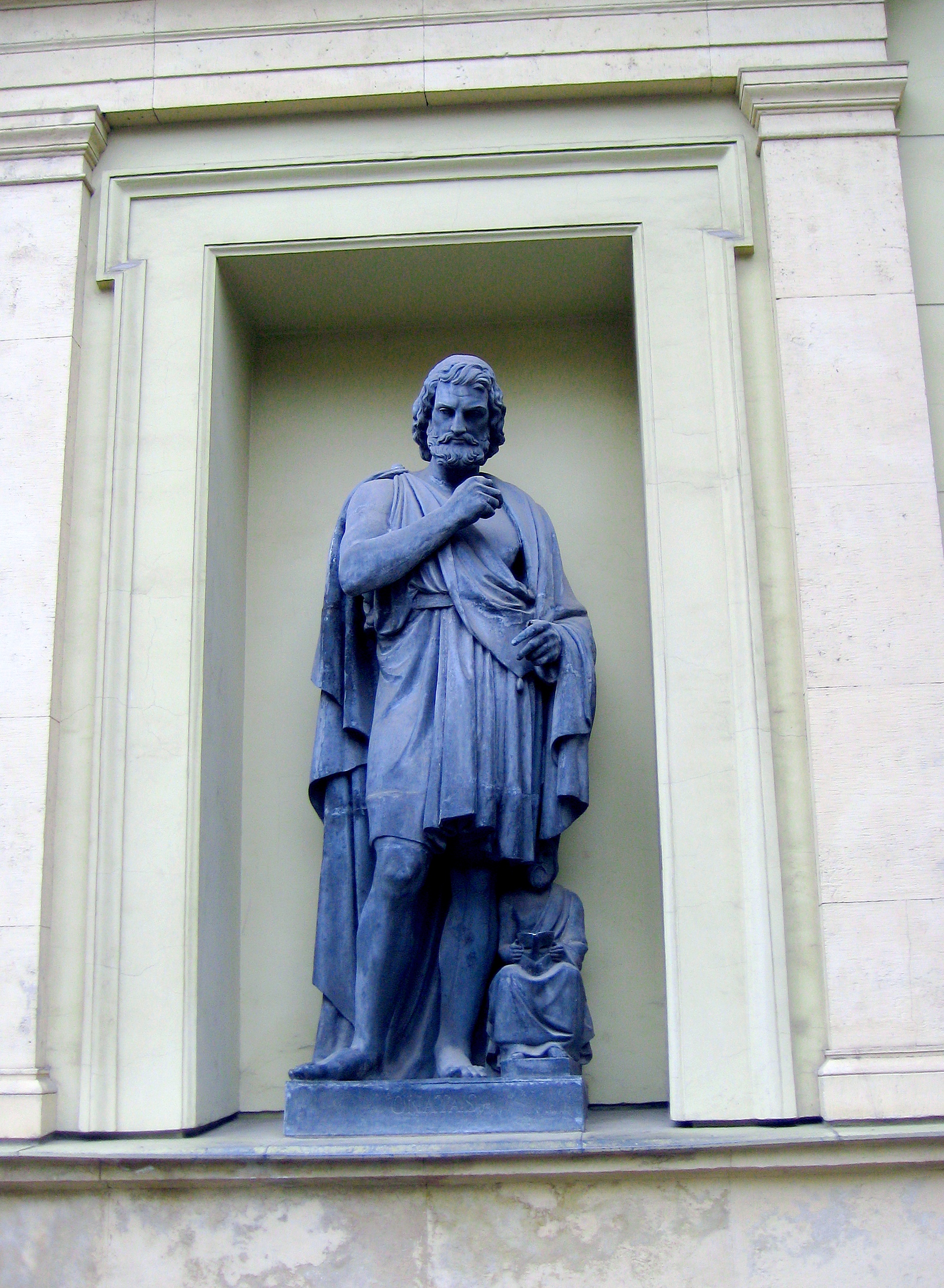
俄罗斯圣彼得堡冬宫新大楼正面的奥纳塔斯雕像

奥纳塔斯（Onatas）是波斯战争时期的一位古希腊雕塑家，也是埃伊纳岛繁荣学派的代表人物。 保萨尼亚斯提到过他的许多作品，其中包括一个背着公羊的赫耳墨斯，以及为菲加利亚人制作的黑色得墨忒耳的奇怪形象；在奥林匹亚和德尔福也有一些他精心制作的青铜器。
奥纳塔斯曾为叙拉古国王希罗一世制作了一辆献给奥林匹亚的青铜战车。 在德尔斐，他也是执行塔伦丁人还愿仪式的雕塑家之一。
如果我们将保萨尼亚斯对奥纳塔斯作品的描述与慕尼黑古代雕塑展览馆著名的埃伊娜岛的阿法埃娅神庙山墙进行比较，我们会发现两者的风格非常吻合，山墙上的人物形象体现出奥纳塔斯作品的典型特征。他们富有男子气概，精力充沛，四肢发达，体现出对雕塑家对人形的丰富知识；但同时也有些僵硬和失真。他的艺术风格促成了所谓古希腊严肃时期的形成。 
奥纳塔斯也与里亚切的青铜武士像有关，这两尊青铜像也被认为是菲狄亚斯的作品。 这一对雕像于1972年在卡拉布里亚大区的雷焦市海岸被发现。 